# Demi Lovato: Live in Concert

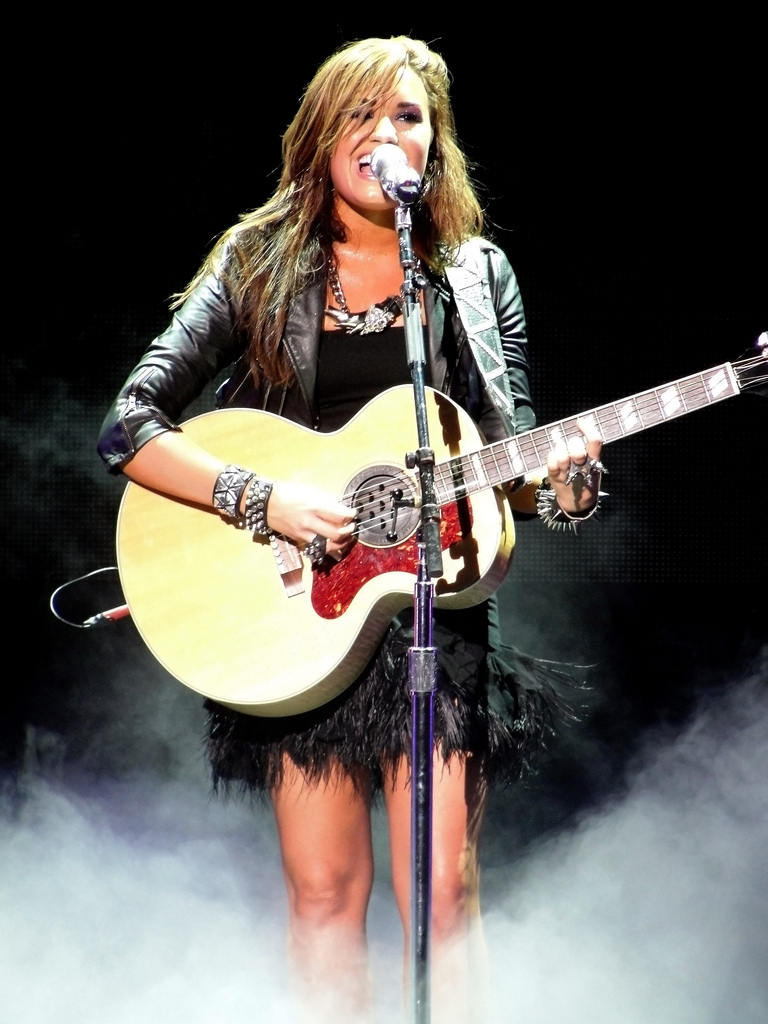
Jonas Brothers Live In Concert y The Cast of Camp Rock 2, 2 de septiembre de 2010.

Demi Lovato: Live in Concert fue la gira debut de la celebridad estadounidense Demi Lovato.

## Actos de apertura
- David Archuleta
- KSM
- Jordan Pruitt

## Lista de canciones
Summer Tour 2009
1. "La La Land"
2. "So Far So Great"
3. "Quiet"
4. "Gonna Get Caught"
5. "U Got Nothin' On Me"
6. "Got Dynamite"
7. "Party"
8. "Trainwreck"
9. "Catch Me"
10. "This Is Me"
11. "Until You're Mine"
12. "Solo"
13. "Stop the World"
14. "Two Worlds Collide"
15. "Behind Enemy Lines"
16. "(You Make Me Feel Like) A Natural Woman"
17. "Every Time You Lie"
18. "Remember December"
19. "Here We Go Again" 
Encore
20. "Don't Forget"
21. "Get Back"

Fall Tour 2009
1. "La La Land"
2. "Gonna Get Caught"
3. "U Got Nothin' On Me"
4. "Party"
5. "Trainwreck"
6. "Catch Me"
7. "This Is Me"
8. "Solo"
9. "Stop the World"
10. "Two Worlds Collide"
11. "(You Make Me Feel Like) A Natural Woman"
12. "Every Time You Lie"
13. "Remember December"
14. "Here We Go Again" 
Encore
15. "Don't Forget"
16. "Get Back"

South America Tour 2010
1. "La La Land"
2. "So Far So Great"
3. "Gonna Get Caught"
4. "U Got Nothin' On Me"
5. "Party"
6. "Trainwreck"
7. "Catch Me"
8. "Lo Que Soy/This Is Me"
9. "Can't Back Down"
10. "Until You're Mine"
11. "Solo"
12. "Stop the World"
13. "Two Worlds Collide"
14. "(You Make Me Feel Like) A Natural Woman"
15. "Every Time You Lie"
16. "Remember December"
17. "Here We Go Again"
18. "Don't Forget"
19. "Get Back"

## Fechas de la gira
| Fecha                  | Ciudad            | País           | Lugar                      |
| ---------------------- | ----------------- | -------------- | -------------------------- |
| Norteamérica           |                   |                |                            |
| 21 de junio de 2009    | Hartford          | Estados Unidos | XL Center                  |
| 22 de junio de 2009    | Baltimore         | Estados Unidos | Royal Farms Arena          |
| 24 de junio de 2009    | Brooklyn          | Estados Unidos | Barclays Center            |
| 25 de junio de 2009    | Newark            | Estados Unidos | Prudential Center          |
| 26 de junio de 2009    | Boston            | Estados Unidos | TD Garden                  |
| 27 de junio de 2009    | Philadelphia      | Estados Unidos | Wells Fargo Center         |
| 29 de junio de 2009    | Atlanta           | Estados Unidos | Philips Arena              |
| 1 de julio de 2009     | New Orleans       | Estados Unidos | Smoothie King Center       |
| 2 de julio de 2009     | North Little Rock | Estados Unidos | Verizon Arena              |
| 3 de julio de 2009     | Houston           | Estados Unidos | Toyota Center              |
| 5 de julio de 2009     | Dallas            | Estados Unidos | American Airlines Center   |
| 6 de julio de 2009     | Tulsa             | Estados Unidos | BOK Center                 |
| 9 de julio de 2009     | Glendale          | Estados Unidos | Gila River Arena           |
| 10 de julio de 2009    | Fresno            | Estados Unidos | Save Mart Center           |
| 11 de julio de 2009    | San Jose          | Estados Unidos | SAP Center at San Jose     |
| 14 de julio de 2009    | Seattle           | Estados Unidos | KeyArena                   |
| 16 de julio de 2009    | Sacramento        | Estados Unidos | Sleep Train Arena          |
| 17 de julio de 2009    | Los Ángeles       | Estados Unidos | Staples Center             |
| 18 de julio de 2009    | Las Vegas         | Estados Unidos | MGM Grand Garden Arena     |
| 20 de julio de 2009    | Denver            | Estados Unidos | Pepsi Center               |
| 22 de julio de 2009    | Kansas City       | Estados Unidos | Sprint Center              |
| 24 de julio de 2009    | Rosemont          | Estados Unidos | Allstate Arena             |
| 25 de julio de 2009    | Cincinnati        | Estados Unidos | U.S. Bank Arena            |
| 27 de julio de 2009    | Cleveland         | Estados Unidos | Quicken Loans Arena        |
| 28 de julio de 2009    | Pittsburgh        | Estados Unidos | Peterson Events Center     |
| 29 de julio de 2009    | Greensboro        | Estados Unidos | Greensboro Coliseum        |
| 31 de julio de 2009    | Tampa             | Estados Unidos | Amalie Arena               |
| 1 de agosto de 2009    | Sunrise           | Estados Unidos | BB&T Center                |
| 2 de agosto de 2009    | Orlando           | Estados Unidos | Amway Center               |
| 4 de agosto de 2009    | Charlotte         | Estados Unidos | Time Warner Cable Arena    |
| 6 de agosto de 2009    | Columbus          | Estados Unidos | Nationwide Arena           |
| 8 de agosto de 2009    | Minneapolis       | Estados Unidos | Target Center              |
| 9 de agosto de 2009    | Milwaukee         | Estados Unidos | BMO Harris Bradley Center  |
| 10 de agosto de 2009   | Indianapolis      | Estados Unidos | Bankers Life Fieldhouse    |
| 12 de agosto de 2009   | Nashville         | Estados Unidos | Bridgestone Arena          |
| 13 de agosto de 2009   | St. Louis         | Estados Unidos | Chaifetz Arena             |
| 14 de agosto de 2009   | Moline            | Estados Unidos | i wireless Center          |
| 15 de agosto de 2009   | Omaha             | Estados Unidos | CenturyLink Center         |
| 18 de agosto de 2009   | Clarkston         | Estados Unidos | DTE Energy Music Theater   |
| 20 de agosto de 2009   | Fairfax           | Estados Unidos | Patriot Center             |
| 21 de agosto de 2009   | Hershey           | Estados Unidos | Giant Center               |
| 29 de octubre de 2009  | Manchester        | Estados Unidos | Verizon Wireless Arena     |
| 30 de octubre de 2009  | Providence        | Estados Unidos | Dunkin' Donuts Center      |
| 1 de noviembre de 2009 | Atlantic City     | Estados Unidos | Boardwalk Hall             |
| Sudamérica             |                   |                |                            |
| 23 de mayo de 2010     | Santiago          | Chile          | Movistar Arena             |
| 25 de mayo de 2010     | Bogotá            | Colombia       | Coliseo Cubierto El Campín |
| 27 de mayo de 2010     | Río de Janeiro    | Brasil         | HSBC Arena                 |
| 28 de mayo de 2010     | São Paulo         | Brasil         | Via Funchal                |

## Ganancias del tour
| Lugar                               | Ciudad                 | Entradas vendidas       | Ganancia     |
| ----------------------------------- | ---------------------- | ----------------------- | ------------ |
| XL Center                           | Hershey, CT            | 4,438 / 5,102 (87%)     | US$192,065   |
| Wachovia Arena                      | Wilkes-Barre, PA       | 2,513 / 4,497 (55%)     | US$115,499   |
| Nassau Veterans Memorial Coliseum   | Uniondale, NY          | 7,138 / 8,101 (88%)     | US$351,055   |
| Prudential Center                   | Newark, NJ             | 5,645 / 6,459 (87%)     | US$281,448   |
| Agganis Arena                       | Boston, MA             | 4,310 / 5,087 (84%)     | US$193,272   |
| Mann Center for the Performing Arts | Philadelphia, PA       | 2,247 / 4,382 (51%)     | US$114,358   |
| Arena at Gwinnett Center            | Duluth, GA             | 4,329 / 4,744 (91%)     | US$160,893   |
| Cajundome                           | Lafayette, LA          | 3,498 / 4,186 (83%)     | US$155,451   |
| Verizon Arena                       | North Little Rock, AR  | 2,739 / 4,545 (60%)     | US$108,778   |
| Reliant Arena                       | Houston, TX            | - 5,500 / 5,500         | -            |
| NOKIA Theatre                       | Grand Prairie, TX      | 3,216 / 6,001 (53%)     | US$151,648   |
| BOK Center                          | Tulsa, OK              | 2,440 / 4,198 (58%)     | US$96,581    |
| Jobing.com Arena                    | Glendale, AZ           | 3,289 / 5,111 (64%)     | US$124,482   |
| Save Mart Center                    | Fresno, CA             | 3,671 / 3,788 (96%)     | US$132,811   |
| Event Center Arena                  | San Jose, CA           | 2,908 / 3,718 (78%)     | US$124,859   |
| WaMu Theater                        | Seattle, WA            | 2,191 / 2,841 (77%)     | US$106,724   |
| ARCO Arena                          | Sacramento, CA         | 3,275 / 3,344 (97%)     | US$128,781   |
| Nokia Theatre L.A. LIVE             | Los Ángeles, CA        | 6,090 / 6,096 (99,9%)   | US$302,077   |
| Orleans Arena                       | Las Vegas, NV          | - 6,300 / 6,300         | -            |
| Wells Fargo Theatre                 | Denver, CO             | 2,801 / 3,986 (70%)     | US$120,188   |
| Sprint Center                       | Kansas City, MO        | 2,415 / 4,355 (55%)     | US$106,744   |
| Allstate Arena                      | Rosemont, IL           | 5,508 / 6,022 (91%)     | US$276,260   |
| U.S. Bank Arena                     | Cincinnati, OH         | 3,077 / 4,780 (64%)     | US$112,576   |
| Wolstein Center                     | Cleveland, OH          | 2,572 / 4,124 (62%)     | US$102,059   |
| Delaware State Fair                 | Harrington, DE         | -                       | -            |
| Greensboro Coliseum                 | Greensboro, NC         | 3,178 / 3,552 (89%)     | US$123,850   |
| St. Pete Times Forum                | Tampa, FL              | - 6,700 / 6,700         | -            |
| BankAtlantic Center                 | Sunrise, FL            | 5,919 / 6,557 (90%)     | US$299,123   |
| Amway Arena                         | Orlando, FL            | 5,431 / 5,609 (96%)     | US$220,598   |
| Bi-Lo Center                        | Greenville, SC         | 3,274 / 3,943 (83%)     | US$126,157   |
| Target Center                       | Minneapolis, MN        | 3,513 / 5,112 (68%)     | US$144,752   |
| Wisconsin State Fair                | West Allis, WI         | -                       | -            |
| Indiana State Fair                  | Indianapolis, IN       | - 5,950 / 5,950         | -            |
| Sommet Center                       | Nashville, TN          | 2,646 / 4,724 (56%)     | US$101,026   |
| Chaifetz Arena                      | St. Louis, MO          | 2,395 / 3,493 (68%)     | US$95,699    |
| iWireless Center                    | Moline, IL             | 3,262 / 4,116 (79%)     | US$126,393   |
| Qwest Center                        | Omaha, NE              | 3,596 / 5,022 (71%)     | US$127,468   |
| DTE Energy Music Center             | Clarkston, MI          | 4,840 / 5,785 (83%)     | US$213,517   |
| Patriot Center                      | Fairfax, VA            | 5,129 / 6,517 (78%)     | US$211,120   |
| Star Pavilion                       | Hershey, PA            | - 8,000 / 8,000         | -            |
| Verizon Wireless Arena              | Manchester, NH         | 4,493 / 5,400 (83%)     | US$196,542   |
| Dunkin' Donuts Center               | Providence, RI         | 6,132 / 6,132 (100%)    | US$243,381   |
| Etess Arena                         | Atlantic City, NJ      | 4,847 / 4,847 (100%)    | US$240,507   |
| Movistar Arena                      | Santiago, Chile        | - 11,000 / 11,000       | -            |
| Coliseo Cubierto El Campín          | Bogotá, Colombia       | 4,245 / 5,300 (80%)     | US$265,449   |
| HSBC Arena                          | Río de Janeiro, Brasil | 4,367 / 4,700 (93%)     | US$361,258   |
| Via Funchal                         | São Paulo, Brasil      | 5,285 / 5,285 (100%)    | US$380,883   |
| TOTAL                               | TOTAL                  | 152,862 / 191,561 (80%) | US$7,036,332 |